# 大山祇神社 (西の谷)
大山祇神社 (西の谷)（おおやまづみじんじゃ）は、愛媛県新居浜市磯浦町にある神社。瀬戸内側の西端である磯浦町・西の谷の高台に位置する。

## 概要
西条市と隣接する新居浜市の北西端エリアの西の谷地区の自治会館のすぐ南に位置する。北側に突き出た尾根の中腹にあり、入口には石の鳥居があり高さ約20ｍの石段を上がるとは正面にプレハブがあり中に神棚が祀られ、左側には石の祠があり、右上にもプレハブがあり中に神棚が祀られている。
かつて磯浦西の谷の北側直ぐは瀬戸内海に面していて潮干狩りや海水浴などもおこなわれていた。現在は住友グループの埋立地域となっており、この一帯には工場などが広がっている。

## 歴史
創建などの詳細な点は不明だが、古くからこの地に祀られていたとされ、ご祭神は同じ愛媛県内の大三島町宮浦にある山祇神社（大山祇神社）の総本社大山祇神社の全ての祭神を迎えている。
毛利軍と小早川軍が侵攻した天正13年（1585年）の羽柴秀吉による四国攻め（天正の陣）の際、その兵火により焼失。延宝2年(1674)年に再建された。
神野郡の興隆に尽力した上仙法師とゆかりがある神社の一つとの伝承が残されている。